# Ippodromo Montebello
Ippodromo Montebello är en travbana i Trieste i regionen Friuli-Venezia Giulia i norra Italien, öppnad 1892.

## Om banan
Ippodromo Montebello ligger i norra delen av staden Trieste, nära den slovenska gränsen. Anläggningen har en total yta på cirka 85 000 kvadratmeter, varav 11 000 kvadratmeter är tillgängliga för publik.
Huvudbanan är 800 meter lång, och har en banbredd på 19 meter på raksträckorna och 15 meter i kurvorna. Banan har en genomsnittlig dosering på 4 % medan kurvorna har en maximal dosering på 12 %. På anläggningen finns även en träningsbana som är 680 meter lång, och ligger på insidan om huvudbanan.
Stallbacken har 237 boxplatser för hästar, och har även en veterinärklinik i anslutning. Läktarplatserna rymmer cirka 10 000 åskådare, varav 2 000 sittplatser.
Banrekordet innehas av hästen El Nino, som sprang på 1.12,7 den 22 juli 2007, då han kördes av Enrico Bellei.

## Större lopp
Banans arrangerar flera större lopp, bland annat Gran Premio Giorgio Jegher (4-åriga och äldre), Gran Premio Presidente Della Repubblica (4-åriga) och Gran Premio Regione Friuli-Venezia Giulia (3-åriga). Den italienska hästen Ringostarr Treb har segrat i samtliga, körd av Roberto Vecchione och tränad av Holger Ehlert.